# جوردان وليامز
جوردان وليامز (بالإنجليزية: Jordan Williams)‏ (22 أكتوبر 1999 هدرسفيلد المملكة المتحدة - ) هو لاعب كرة قدم بريطاني يلعب كمدافع.

## روابط خارجية
- جوردان وليامز على موقع قاعدة بيانات كرة القدم.إي يو (الإنجليزية)
- جوردان وليامز على موقع Soccerbase.com (لاعب) (الإنجليزية)
- جوردان وليامز على موقع Soccerway.com (الإنجليزية)